# Колючие лещи
Колючие лещи (лат. Acanthobrama) — род рыб семейства карповых.

## Описание
Пресноводные рыбы длиной тела от 47 до 83 см. Последний неразветвленный луч спинного плавника гладкий и утолщенный. Вентральный киль между анусом и брюшными плавниками голый.

## Список видов
В состав рода включают 11 видов.
- Многочешуйный колючий лещ ( Acanthobrama centisquama  Heckel, 1843)
- Acanthobrama hadiyahensis  Coad, Alkahem and Behnke, 1983
- Колючий лещ Лисснера (Acanthobrama lissneri Tortonese, 1952)
- Acanthobrama marmid  Heckel, 1843
- Чернобровка (Acanthobrama microlepis (De Filippi, 1863))
- Acanthobrama orontis Berg, 1949
- Acanthobrama persidis (Coad, 1981)
- Acanthobrama telavivensis  Goren, Fishelson and Trewavas, 1973
- Acanthobrama thisbeae  Freyhof & Özulug, 2014
- Acanthobrama tricolor  (Lortet, 1883)
- Acanthobrama urmianus (Günther, 1899)

Иногда в состав рода Acanthobrama включают вид Acanthobrama terraesanctae  Steinitz, 1952, другие источники относят этот вид к роду Mirogrex.

## Распространение
Представители рода встречаются в Турции, на Ближнем Востоке и на Аравийском полуострове. Многие виды являются эндемиками.

## Кариотип
В хормосомном наборе у Acanthobrama marmid 25 пар хромосом.